# Lättgrogg
Lättgrogg är en svag grogg bestående av högst 2,5 cl konjak, whisky eller gin tillsammans med minst 20 cl vatten eller annan alkoholfri dryck, t.ex. sockerdricka eller vichyvatten.
Lättgroggen var en grogg som kom till under Brattsystemets tid i Sverige då mängden sprit som fick serveras på restaurang var noga reglerad. Vid ett och samma besök fick man före kl 15.00 servera högst 3 glas à 2,5 cl sprit, och efter kl 15.00 högst 3  glas à 5 cl. Lättgroggen fick serveras utan samband med måltid. Regeln var högst två lättgroggar vid ett och samma besök, som skulle serveras färdigblandade var för sig. Lättgroggarna fick inte serveras vid bardisk. 